# Live at Budokan Let me Roll it! tour 1996
『live at Budokan Let me Roll it! tour 1996』（らいぶあっとぶどうかんれっと・みー・ろーる・いっとつあー1996）は、日本のロックバンド・L⇔RのライブDVD。2017年1月18日にポニーキャニオンより発売。

## 概要
- 1996年3月10日に日本武道館で行われた公演を収録。映像特典として前日の3月9日のみ演奏された『BYE BYE POPSICLE』の音源に合わせ、リハーサルの模様やオフショットなどの映像を編集したクリップが収録されている。（曲の終わりの映像が冒頭の映像につながるため、エンドレスに公演が続くような編集がなされている。）
- それまでライブ映像はクリップ集『PV』に同公演で演奏された『GAME』が特典映像として収録されたのみであり、音源としてもライブアルバム『LIVE RECORDINGS 1994-1997』に一部収録されたのみで、ライブ全編を収録した作品は今作が初めてとなる。
- マスターのビデオテープは黒沢健一が実家で発見したもの[1]で、きちんと編集して世に出るようポニーキャニオンに掛け合っていた。その甲斐もあり「L⇔R25周年プロジェクト」[2]の一環として発売が決定したが、リリースの前月である2016年12月に健一が脳腫瘍により逝去してしまう。そのため翌月発売された本作のライナーノーツには『Dedicated to memories of KENICHI KUROSAWA』の文が記されている。

## 収録曲
1. MAYBE BABY
2. HANGIN'AROUND
3. WHAT"P"SEZ?　はっきりしようぜ
4. REMEMBER
5. HELLO IT'S ME
6. IT'S ONLY A LOVE SONG
7. DAY BY DAY
8. CATCH THE TUBE　地下鉄で行こうよ
9. 7Voice
10. PACKAGE
11. DAYS
12. 僕は電話をかけない
13. BASS SOLO
14. PARANOIAC STAR
15. GAME
16. CRUISIN`50~90`s
17. CHINESE SURFIN`
18. LAND OF RICHES
19. KNOCKIN'ON　YOUR  DOOR
20. LAZY GIRL
21. TUMBLING DOWN　恋のタンブリング・ダウン
22. BYE
23. LIME LIGHT
24. BYE BYE POPSICLE／一度だけのNO.1（特典映像）

## 参加ミュージシャン
- L⇔R
  - 黒沢健一 （ボーカル.ギター）
  - 黒沢秀樹（ギター,ボーカル）
  - 木下裕晴（ベース）
- 遠山裕（キーボード,ギター）
- 棚沢雅樹（ドラム）